# Rugby 7 na Letnich Igrzyskach Olimpijskich 2024 – turniej mężczyzn
Męski turniej rugby 7 w ramach Letnich Igrzysk Olimpijskich 2024 odbył się na Stade de France w Saint-Denis w dniach od 24 do 27 lipca 2024 roku i rywalizowało w nim dwanaście reprezentacji.
Pierwszy dzień z kompletem zwycięstw zakończyło pięć reprezentacji, całą fazę grupową zakończyły w tym stylu Nowa Zelandia, Fidżi oraz Australia. W ćwierćfinałach Południowoafrykańczycy niespodziewanie pokonali Nowozelandczyków, Irlandczycy nieomal pokonali obrońców tytułu, mecze na swą korzyść rozstrzygnęli także Australijczycy i Francuzi. Zespoły, które pierwsze punktowały w półfinałach, nie zdobywały następnie już żadnych, zatem w finale spotkały się Francja i Fidżi, a górą okazali się gospodarze dzięki wspaniałej formie Antoine Duponta, zawodnicy z Południowej Afryki zdobyli zaś brąz.
Najwięcej przyłożeń zdobył Amerykanin Perry Baker, która wraz z reprezentantem Fidżi Iowane Teba zwyciężył ex aequo w klasyfikacji punktowej.
World Rugby po każdej sesji publikowała statystyki, a następnie podsumowanie statystyczno-analityczne całych zawodów.

## Informacje ogólne
Wyłonione we wcześniejszych kwalifikacjach reprezentacje zostały podzielone na trzy czterozespołowe grupy według wyników osiągniętych w sezonach 2022/2023 i 2023/2024 World Rugby Sevens Series oraz innych turniejach usankcjonowanych przez World Rugby.
W pierwszej fazie rywalizowały one systemem kołowym, po czym ustalony został ranking przed fazą pucharową, a pierwsze osiem zespołów awansowało do ćwierćfinałów. Areną zawodów był Stade de France. Ramowy harmonogram opublikowano w połowie lipca 2022 roku, a szczegółowy na początku lipca 2024 roku.
Lista arbitrów wyznaczonych do sędziowania turnieju została ogłoszona 8 maja 2024 roku, ich wyznaczanie do poszczególnych spotkań odbywało się w przeddzień meczów. Składy i charakterystyki zespołów.

## Zakwalifikowane drużyny
| Kwalifikacja                          | Data                            | Gospodarz | Miejsca | Zakwalifikowani                         |
| ------------------------------------- | ------------------------------- | --------- | ------- | --------------------------------------- |
| Gospodarz                             | –                               | –         | 1       | Francja                                 |
| World Rugby Sevens Series (2022/2023) | 4 listopada 2022 – 21 maja 2023 |           | 4       | Nowa Zelandia Argentyna Fidżi Australia |
| CONSUR Sevens 2023                    | 17–18 czerwca 2023              | Urugwaj   | 1       | Urugwaj                                 |
| Igrzyska Europejskie 2023             | 25–27 czerwca 2023              | Polska    | 1       | Irlandia                                |
| RAN Sevens 2023                       | 19–20 sierpnia 2023             | Kanada    | 1       | Stany Zjednoczone                       |
| Mistrzostwa Afryki 2023               | 16–17 września 2023             | Zimbabwe  | 1       | Kenia                                   |
| Azjatycki turniej kwalifikacyjny      | 18–19 listopada 2023            | Japonia   | 1       | Japonia                                 |
| Mistrzostwa Oceanii 2023              | 10–12 listopada 2023            | Australia | 1       | Samoa                                   |
| Światowy turniej kwalifikacyjny       | 21–23 czerwca 2024              | Monako    | 1       | Południowa Afryka                       |
| Razem                                 |                                 |           | 12      |                                         |

## Grupy
| Grupa A | Grupa A           | Grupa B | Grupa B   | Grupa C | Grupa C           |
| ------- | ----------------- | ------- | --------- | ------- | ----------------- |
| 1       | Nowa Zelandia     | 2       | Argentyna | 3       | Fidżi             |
| 6       | Irlandia          | 5       | Australia | 4       | Francja           |
| 7       | Południowa Afryka | 8       | Samoa     | 9       | Stany Zjednoczone |
| 12      | Japonia           | 11      | Kenia     | 10      | Urugwaj           |

## Faza grupowa

### Grupa A
| 24 lipca 202417:30 | Irlandia | 10:5 | Południowa Afryka | Stade de France, Saint-Denis Sędzia: Gianluca Gnecchi |
| 24 lipca 202417:30 |          | 10:5 |                   | Stade de France, Saint-Denis Sędzia: Gianluca Gnecchi |

| 24 lipca 202418:00 | Nowa Zelandia | 40:12 | Japonia | Stade de France, Saint-Denis Sędzia: Tevita Rokovereni |
| 24 lipca 202418:00 |               | 40:12 |         | Stade de France, Saint-Denis Sędzia: Tevita Rokovereni |

| 24 lipca 202421:00 | Irlandia | 40:5 | Japonia | Stade de France, Saint-Denis Sędzia: Morné Ferreira |
| 24 lipca 202421:00 |          | 40:5 |         | Stade de France, Saint-Denis Sędzia: Morné Ferreira |

| 24 lipca 202421:30 | Nowa Zelandia | 17:5 | Południowa Afryka | Stade de France, Saint-Denis Sędzia: Reuben Keane |
| 24 lipca 202421:30 |               | 17:5 |                   | Stade de France, Saint-Denis Sędzia: Reuben Keane |

| 25 lipca 202416:00 | Południowa Afryka | 49:5 | Japonia | Stade de France, Saint-Denis Sędzia: Nick Hogan |
| 25 lipca 202416:00 |                   | 49:5 |         | Stade de France, Saint-Denis Sędzia: Nick Hogan |

| 25 lipca 202416:30 | Nowa Zelandia | 14:12 | Irlandia | Stade de France, Saint-Denis Sędzia: Jordan Way |
| 25 lipca 202416:30 |               | 14:12 |          | Stade de France, Saint-Denis Sędzia: Jordan Way |

### Grupa B
| 24 lipca 202415:30 | Australia | 21:14 | Samoa | Stade de France, Saint-Denis Sędzia: Jérémy Rozier |
| 24 lipca 202415:30 |           | 21:14 |       | Stade de France, Saint-Denis Sędzia: Jérémy Rozier |

| 24 lipca 202416:00 | Argentyna | 31:12 | Kenia | Stade de France, Saint-Denis Sędzia: AJ Jacobs |
| 24 lipca 202416:00 |           | 31:12 |       | Stade de France, Saint-Denis Sędzia: AJ Jacobs |

| 24 lipca 202419:00 | Australia | 21:7 | Kenia | Stade de France, Saint-Denis Sędzia: Paulo Duarte |
| 24 lipca 202419:00 |           | 21:7 |       | Stade de France, Saint-Denis Sędzia: Paulo Duarte |

| 24 lipca 202419:30 | Argentyna | 28:12 | Samoa | Stade de France, Saint-Denis Sędzia: Francisco González |
| 24 lipca 202419:30 |           | 28:12 |       | Stade de France, Saint-Denis Sędzia: Francisco González |

| 25 lipca 202414:00 | Samoa | 26:0 | Kenia | Stade de France, Saint-Denis Sędzia: Reuben Keane |
| 25 lipca 202414:00 |       | 26:0 |       | Stade de France, Saint-Denis Sędzia: Reuben Keane |

| 25 lipca 202414:30 | Argentyna | 14:22 | Australia | Stade de France, Saint-Denis Sędzia: Adam Leal |
| 25 lipca 202414:30 |           | 14:22 |           | Stade de France, Saint-Denis Sędzia: Adam Leal |

### Grupa C
| 24 lipca 202416:30 | Francja | 12:12 | Stany Zjednoczone | Stade de France, Saint-Denis Sędzia: Adam Leal |
| 24 lipca 202416:30 |         | 12:12 |                   | Stade de France, Saint-Denis Sędzia: Adam Leal |

| 24 lipca 202417:00 | Fidżi | 40:12 | Urugwaj | Stade de France, Saint-Denis Sędzia: Ben Breakspear |
| 24 lipca 202417:00 |       | 40:12 |         | Stade de France, Saint-Denis Sędzia: Ben Breakspear |

| 24 lipca 202420:00 | Francja | 19:12 | Urugwaj | Stade de France, Saint-Denis Sędzia: Nick Hogan |
| 24 lipca 202420:00 |         | 19:12 |         | Stade de France, Saint-Denis Sędzia: Nick Hogan |

| 24 lipca 202420:30 | Fidżi | 38:12 | Stany Zjednoczone | Stade de France, Saint-Denis Sędzia: Jordan Way |
| 24 lipca 202420:30 |       | 38:12 |                   | Stade de France, Saint-Denis Sędzia: Jordan Way |

| 25 lipca 202415:00 | Stany Zjednoczone | 33:17 | Urugwaj | Stade de France, Saint-Denis Sędzia: Jérémy Rozier |
| 25 lipca 202415:00 |                   | 33:17 |         | Stade de France, Saint-Denis Sędzia: Jérémy Rozier |

| 25 lipca 202415:30 | Fidżi | 19:12 | Francja | Stade de France, Saint-Denis Sędzia: AJ Jacobs |
| 25 lipca 202415:30 |       | 19:12 |         | Stade de France, Saint-Denis Sędzia: AJ Jacobs |

## Faza pucharowa

### Mecze o miejsca 1–8
|  |                   |                   |                   |                   |               |                     |                     |                     |               |               |               |               |                   |                   |                   |           |           |           |  |  |               |               |               |
|  | Mecz o 5. miejsce | Mecz o 5. miejsce | Mecz o 5. miejsce |                   |               | Mecze o miejsca 5–8 | Mecze o miejsca 5–8 | Mecze o miejsca 5–8 |               |               | Ćwierćfinały  | Ćwierćfinały  | Ćwierćfinały      |                   |                   | Półfinały | Półfinały | Półfinały |  |  | Finał         | Finał         | Finał         |
|  | Mecz o 5. miejsce | Mecz o 5. miejsce | Mecz o 5. miejsce |                   |               | Mecze o miejsca 5–8 | Mecze o miejsca 5–8 | Mecze o miejsca 5–8 |               |               | Ćwierćfinały  | Ćwierćfinały  | Ćwierćfinały      |                   |                   | Półfinały | Półfinały | Półfinały |  |  | Finał         | Finał         | Finał         |
|  |                   |                   |                   |                   |               |                     | 25 lipca 2024       |                     |               |               |               |               |                   |                   |                   |           |           |           |  |  |               |               |               |
|  |                   |                   |                   |                   |               |                     |                     |                     |               |               |               |               |                   |                   |                   |           |           |           |  |  |               |               |               |
|  | Nowa Zelandia     | Nowa Zelandia     | 7                 |                   |               |                     |                     |                     |               |               |               |               |                   |                   |                   |           |           |           |  |  |               |               |               |
|  | Nowa Zelandia     | Nowa Zelandia     | 7                 |                   |               |                     |                     |                     |               |               |               |               |                   |                   |                   |           |           |           |  |  |               |               |               |
|  | 27 lipca 2024     | 27 lipca 2024     | 27 lipca 2024     |                   |               | Południowa Afryka   | Południowa Afryka   | 14                  |               |               | 27 lipca 2024 | 27 lipca 2024 | 27 lipca 2024     |                   |                   |           |           |           |  |  |               |               |               |
|  | 27 lipca 2024     | 27 lipca 2024     | 27 lipca 2024     |                   |               | Południowa Afryka   | Południowa Afryka   | 14                  |               |               | 27 lipca 2024 | 27 lipca 2024 | 27 lipca 2024     |                   |                   |           |           |           |  |  |               |               |               |
|  | Irlandia          | Irlandia          | 17                |                   |               |                     | Południowa Afryka   | Południowa Afryka   | 5             |               |               |               |                   |                   |                   |           |           |           |  |  |               |               |               |
|  | Irlandia          | Irlandia          | 17                |                   |               |                     | Południowa Afryka   | Południowa Afryka   | 5             |               |               |               |                   |                   |                   |           |           |           |  |  |               |               |               |
|  |                   |                   | Stany Zjednoczone | Stany Zjednoczone | 14            |                     |                     | 25 lipca 2024       | 25 lipca 2024 | 25 lipca 2024 |               |               | Francja           | Francja           | 19                |           |           |           |  |  |               |               |               |
|  |                   |                   |                   | Stany Zjednoczone | 14            |                     |                     | 25 lipca 2024       | 25 lipca 2024 | 25 lipca 2024 |               |               | Francja           | Francja           | 19                |           |           |           |  |  |               |               |               |
|  |                   |                   |                   | Australia         | Australia     | 18                  |                     |                     |               |               |               |               |                   |                   |                   |           |           |           |  |  |               |               |               |
|  |                   |                   |                   | Australia         | Australia     | 18                  |                     |                     |               |               |               |               |                   |                   |                   |           |           |           |  |  |               |               |               |
|  | 27 lipca 2024     | 27 lipca 2024     | 27 lipca 2024     |                   |               | Stany Zjednoczone   | Stany Zjednoczone   | 0                   |               |               | 27 lipca 2024 | 27 lipca 2024 | 27 lipca 2024     |                   |                   |           |           |           |  |  |               |               |               |
|  | 27 lipca 2024     | 27 lipca 2024     | 27 lipca 2024     |                   |               |                     | Stany Zjednoczone   | 0                   |               |               | 27 lipca 2024 | 27 lipca 2024 | 27 lipca 2024     |                   |                   |           |           |           |  |  |               |               |               |
|  | Nowa Zelandia     | Nowa Zelandia     | 17                |                   |               |                     | Francja             | Francja             | 28            |               |               |               |                   |                   |                   |           |           |           |  |  |               |               |               |
|  | Nowa Zelandia     | Nowa Zelandia     | 17                |                   |               |                     |                     |                     | 28            |               |               |               |                   |                   |                   |           |           |           |  |  |               |               |               |
|  | Irlandia          | Irlandia          | 7                 |                   |               | 25 lipca 2024       | 25 lipca 2024       | 25 lipca 2024       |               |               | Fidżi         | Fidżi         | 7                 |                   |                   |           |           |           |  |  |               |               |               |
|  | Irlandia          | Irlandia          | 7                 |                   |               | 25 lipca 2024       | 25 lipca 2024       | 25 lipca 2024       |               |               |               | Fidżi         | 7                 |                   |                   |           |           |           |  |  |               |               |               |
|  |                   |                   |                   | Argentyna         | Argentyna     | 14                  |                     |                     |               |               |               |               |                   |                   |                   |           |           |           |  |  |               |               |               |
|  |                   |                   |                   | Argentyna         | Argentyna     | 14                  |                     |                     |               |               |               |               |                   |                   |                   |           |           |           |  |  |               |               |               |
|  | 27 lipca 2024     | 27 lipca 2024     | 27 lipca 2024     |                   |               | Francja             | Francja             | 26                  |               |               | 27 lipca 2024 | 27 lipca 2024 | 27 lipca 2024     |                   |                   |           |           |           |  |  |               |               |               |
|  | 27 lipca 2024     | 27 lipca 2024     | 27 lipca 2024     |                   |               | Francja             | Francja             | 26                  |               |               | 27 lipca 2024 | 27 lipca 2024 | 27 lipca 2024     |                   |                   |           |           |           |  |  |               |               |               |
|  | Mecz o 7. miejsce | Mecz o 7. miejsce | Mecz o 7. miejsce | Nowa Zelandia     | Nowa Zelandia | 17                  |                     |                     |               | Fidżi         | Fidżi         | 31            | Mecz o 3. miejsce | Mecz o 3. miejsce | Mecz o 3. miejsce |           |           |           |  |  |               |               |               |
|  | Mecz o 7. miejsce | Mecz o 7. miejsce | Mecz o 7. miejsce | Nowa Zelandia     | Nowa Zelandia | 17                  |                     |                     |               | Fidżi         | Fidżi         | 31            | Mecz o 3. miejsce | Mecz o 3. miejsce | Mecz o 3. miejsce |           |           |           |  |  |               |               |               |
|  | 27 lipca 2024     | 27 lipca 2024     | 27 lipca 2024     |                   |               | Argentyna           | Argentyna           | 12                  |               |               | 25 lipca 2024 | 25 lipca 2024 | 25 lipca 2024     |                   |                   | Australia | Australia | 7         |  |  | 27 lipca 2024 | 27 lipca 2024 | 27 lipca 2024 |
|  | 27 lipca 2024     | 27 lipca 2024     | 27 lipca 2024     |                   |               | Argentyna           | Argentyna           | 12                  |               |               | 25 lipca 2024 | 25 lipca 2024 | 25 lipca 2024     |                   |                   | Australia | Australia | 7         |  |  | 27 lipca 2024 | 27 lipca 2024 | 27 lipca 2024 |
|  | Argentyna         | Argentyna         | 19                |                   |               |                     | Fidżi               | Fidżi               | 19            |               |               |               | Południowa Afryka | Południowa Afryka | 26                |           |           |           |  |  |               |               |               |
|  | Argentyna         | Argentyna         | 19                |                   |               |                     | Fidżi               | Fidżi               | 19            |               |               |               | Południowa Afryka | Południowa Afryka | 26                |           |           |           |  |  |               |               |               |
|  | Stany Zjednoczone | Stany Zjednoczone | 0                 |                   |               | Irlandia            | Irlandia            | 15                  |               |               | Australia     | Australia     | 19                |                   |                   |           |           |           |  |  |               |               |               |
|  | Stany Zjednoczone | Stany Zjednoczone | 0                 |                   |               | Irlandia            | Irlandia            | 15                  |               |               |               | Australia     | 19                |                   |                   |           |           |           |  |  |               |               |               |

| 25 lipca 202421:00 | Nowa Zelandia | 7:14 | Południowa Afryka | Stade de France, Saint-Denis Sędzia: Adam Leal |
| 25 lipca 202421:00 |               | 7:14 |                   | Stade de France, Saint-Denis Sędzia: Adam Leal |

| 25 lipca 202421:30 | Argentyna | 14:26 | Francja | Stade de France, Saint-Denis Sędzia: Jordan Way |
| 25 lipca 202421:30 |           | 14:26 |         | Stade de France, Saint-Denis Sędzia: Jordan Way |

| 25 lipca 202422:00 | Fidżi | 19:15 | Irlandia | Stade de France, Saint-Denis Sędzia: Nick Hogan |
| 25 lipca 202422:00 |       | 19:15 |          | Stade de France, Saint-Denis Sędzia: Nick Hogan |

| 25 lipca 202422:30 | Australia | 18:0 | Stany Zjednoczone | Stade de France, Saint-Denis Sędzia: Jérémy Rozier |
| 25 lipca 202422:30 |           | 18:0 |                   | Stade de France, Saint-Denis Sędzia: Jérémy Rozier |

| 27 lipca 202415:30 | Południowa Afryka | 5:19 | Francja | Stade de France, Saint-Denis Sędzia: Reuben Keane |
| 27 lipca 202415:30 |                   | 5:19 |         | Stade de France, Saint-Denis Sędzia: Reuben Keane |

| 27 lipca 202416:00 | Fidżi | 31:7 | Australia | Stade de France, Saint-Denis Sędzia: AJ Jacobs |
| 27 lipca 202416:00 |       | 31:7 |           | Stade de France, Saint-Denis Sędzia: AJ Jacobs |

| 27 lipca 202419:00 | Południowa Afryka | 26:19 | Australia | Stade de France, Saint-Denis Sędzia: Jérémy Rozier |
| 27 lipca 202419:00 |                   | 26:19 |           | Stade de France, Saint-Denis Sędzia: Jérémy Rozier |

| 27 lipca 202419:45 | Francja | 28:7 | Fidżi | Stade de France, Saint-Denis Sędzia: Jordan Way |
| 27 lipca 202419:45 |         | 28:7 |       | Stade de France, Saint-Denis Sędzia: Jordan Way |

Mecze o miejsca 5–8
| 27 lipca 202414:30 | Nowa Zelandia | 17:12 | Argentyna | Stade de France, Saint-Denis Sędzia: Ben Breakspear |
| 27 lipca 202414:30 |               | 17:12 |           | Stade de France, Saint-Denis Sędzia: Ben Breakspear |

| 27 lipca 202415:00 | Irlandia | 17:14 | Stany Zjednoczone | Stade de France, Saint-Denis Sędzia: Francisco González |
| 27 lipca 202415:00 |          | 17:14 |                   | Stade de France, Saint-Denis Sędzia: Francisco González |

| 27 lipca 202418:00 | Argentyna | 19:0 | Stany Zjednoczone | Stade de France, Saint-Denis Sędzia: Nick Hogan |
| 27 lipca 202418:00 |           | 19:0 |                   | Stade de France, Saint-Denis Sędzia: Nick Hogan |

| 27 lipca 202418:30 | Nowa Zelandia | 17:7 | Irlandia | Stade de France, Saint-Denis Sędzia: Gianluca Gnecchi |
| 27 lipca 202418:30 |               | 17:7 |          | Stade de France, Saint-Denis Sędzia: Gianluca Gnecchi |

### Mecze o miejsca 9–12
|  |               |           |           |                    |    |                   |                   |                   |
|  | Półfinały     | Półfinały | Półfinały |                    |    | Mecz o 9. miejsce | Mecz o 9. miejsce | Mecz o 9. miejsce |
|  | Półfinały     | Półfinały | Półfinały |                    |    | Mecz o 9. miejsce | Mecz o 9. miejsce | Mecz o 9. miejsce |
|  | 25 lipca 2024 |           |           |                    |    |                   |                   |                   |
|  |               |           |           |                    |    |                   |                   |                   |
|  | Samoa         | Samoa     | 42        |                    |    |                   |                   |                   |
|  | Samoa         | Samoa     | 42        | 27 lipca 2024      |    |                   |                   |                   |
|  | Japonia       | Japonia   | 7         |                    |    |                   |                   |                   |
|  | Japonia       | Japonia   | 7         |                    |    | Samoa             | Samoa             | 5                 |
|  | 25 lipca 2024 |           |           |                    |    | Samoa             | Samoa             | 5                 |
|  |               |           | Kenia     | Kenia              | 10 |                   |                   |                   |
|  | Urugwaj       | Urugwaj   | Kenia     | Kenia              | 10 | 14                |                   |                   |
|  | Urugwaj       | Urugwaj   |           |                    |    |                   |                   |                   |
|  | Kenia         | Kenia     | 19        |                    |    |                   |                   |                   |
|  | Kenia         | Kenia     | 19        | Mecz o 11. miejsce |    |                   |                   |                   |
|  |               |           |           |                    |    |                   |                   |                   |
|  | 27 lipca 2024 |           |           |                    |    |                   |                   |                   |
|  |               |           |           |                    |    |                   |                   |                   |
|  | Japonia       | Japonia   | 10        |                    |    |                   |                   |                   |
|  | Japonia       | Japonia   | 10        |                    |    |                   |                   |                   |
|  | Urugwaj       | Urugwaj   | 21        |                    |    |                   |                   |                   |
|  | Urugwaj       | Urugwaj   | 21        |                    |    |                   |                   |                   |

| 25 lipca 202420:00 | Samoa | 42:7 | Japonia | Stade de France, Saint-Denis Sędzia: Gianluca Gnecchi |
| 25 lipca 202420:00 |       | 42:7 |         | Stade de France, Saint-Denis Sędzia: Gianluca Gnecchi |

| 25 lipca 202420:30 | Urugwaj | 14:19 | Kenia | Stade de France, Saint-Denis Sędzia: Paulo Duarte |
| 25 lipca 202420:30 |         | 14:19 |       | Stade de France, Saint-Denis Sędzia: Paulo Duarte |

| 27 lipca 202416:30 | Japonia | 10:21 | Urugwaj | Stade de France, Saint-Denis Sędzia: Morné Ferreira |
| 27 lipca 202416:30 |         | 10:21 |         | Stade de France, Saint-Denis Sędzia: Morné Ferreira |

| 27 lipca 202417:00 | Samoa | 5:10 | Kenia | Stade de France, Saint-Denis Sędzia: Tevita Rokovereni |
| 27 lipca 202417:00 |       | 5:10 |       | Stade de France, Saint-Denis Sędzia: Tevita Rokovereni |

## Klasyfikacja końcowa
| Miejsce | Reprezentacja     |
| ------- | ----------------- |
| złoto   | Francja           |
| srebro  | Fidżi             |
| brąz    | Południowa Afryka |
| 4       | Australia         |
| 5       | Nowa Zelandia     |
| 6       | Irlandia          |
| 7       | Argentyna         |
| 8       | Stany Zjednoczone |
| 9       | Kenia             |
| 10      | Samoa             |
| 11      | Urugwaj           |
| 12      | Japonia           |

## Medaliści[100]
| Mistrz | Wicemistrz | III miejsce |
| --- | --- | --- |
| Francja Varian Pasquet Andy Timo Rayan Rebbadj Theo Forner Stephen Parez Edo Martin Paulin Riva Jefferson-Lee Joseph Antoine Zeghdar Aaron Grandidier-Nkanang Jean Pascal Barraque Antoine Dupont Jordan Sepho Nelson EpeeJérôme Daret | Fidżi Joji Nasova Joseva Talacolo Jeremaia Matana Sevuloni Mocenacagi Iosefo Baleiwairiki Ponipate Loganimasi Terio Tamani Waisea Nacuqu Jerry Tuwai Iowane Teba Kaminieli Rasaku Selesitino Ravutaumada Raisuqe Josaia Filipe SauturagaOsea Kolinisau | Południowa Afryka Christie Grobbelaar Ryan Oosthuizen Impi Visser Zain Davids Quewin Nortje Tiaan Pretorius Tristan Leyds Selvyn Davids Shaun Williams Rosko Specman Siviwe Soyizwapi Shilton Van Wyk Ronald BrownPhilip Snyman |